# Thank You Wacken Live
Thank You Wacken Live è il primo live album, pubblicato come solista, del chitarrista tedesco Kai Hansen, uscito nel 2017.

## Il disco
Il disco è stato registrato al Wacken Open Air nel 2016 e vede il chitarrista di Amburgo accompagnato da una band molto simile a quella che ha registrato il disco d'esordio XXX - Three Decades in Metal del 2016, eccezion fatta per la presenza del batterista dei Gamma Ray, Michael Ehré; il disco è inoltre stato pubblicato anche in versione DVD.
Da segnalare anche la presenza di Clémentine Delauney (Serenity) e Frank Beck (Gamma Ray), in veste sia di coristi, che di cantanti solisti su alcuni brani. Appare anche Michael Kiske (Unisonic, ex-Helloween) in veste di ospite sul brano I Want Out.
Sul disco sono presenti 5 canzoni scritte da Hansen per gli Helloween ai tempi in cui militava nella band.

## Tracce
1. Born Free – 4:31
2. Ride the Sky (Helloween cover) – 7:48
3. Contract Song – 6:39
4. Victim of Fate (Helloween cover) – 7:07
5. Enemies of Fun – 10:19

1. Fire and Ice – 7:58
2. Burning Bridges – 4:35
3. Follow the Sun – 5:08
4. I Want Out (Helloween cover) – 5:48
5. Future World (Helloween cover) – 5:21
6. All or Nothing – 5:55
7. Save Us (Helloween cover) – 5:30
8. Stranger in Time (Studio) (Japanese Bonus Track) – 6:03

## Formazione
- Kai Hansen – voce, chitarra
- Eike Freese – Chitarra
- Alex Dietz – basso
- Corvin Bahn - tastiera
- Michael Ehré – batteria
- Clémentine Delauney - Cori, voce solista sulle tracce 6, 12
- Frank Beck - Cori, voce solista sulle tracce 4, 13

### Ospiti
- Michael Kiske - Voce solista sulla traccia 9